# 新府城
新府城（しんぷじょう）は、山梨県韮崎市中田町にあった日本の城。1973年（昭和48年）には「新府城跡」として国の史跡に指定されており、保存のため公有地化された。本丸跡地には藤武稲荷神社が建立されている。

## 地勢と構造
甲府盆地西部に位置する。八ヶ岳の岩屑流を釜無川と塩川が侵食して形成された七里岩台地上に立地する平山城。西側は侵食崖で、東に塩川が流れる。
石垣は使われない平山城で、本曲輪・二の曲輪・東の三の曲輪・西の三の曲輪・帯曲輪などにより構成され、丸馬出し・三日月堀・枡形虎口などの防御施設を持つ。ちなみに本曲輪・二の曲輪は躑躅ヶ崎館の本曲輪・西の曲輪に相当し、規模も同程度であることから政庁機能を持つ施設と考えられる。
近年発掘作業や間伐など整備がなされ、甲州流築城術の特徴である丸馬出しや三日月堀、特徴的な鉄砲出構、その他土塁や堀跡、井戸や排水施設などの遺構が確認できるようになった。また、陶磁器類も出土している。支城として白山城・能見城がある。
武田勝頼期の武田家の築城の特徴として、台地の突端部（側面・背後は断崖や川）を利用し戦闘正面を限定させ、なおかつ正面からの敵の圧力を側方に流すような構造が挙げられる。
具体的には、正面の丸馬出しより城側面に続く比較的深い堀を敵兵に歩かせる。横矢を掛け敵兵を攻撃すると、堀は断崖・川へと続いており、こちらへ追い落とすことにより敵兵を無力化できる。同様な構造の代表的な城に遠江では諏訪原城・小山城、信濃では大島城がある。ただし、新府城の場合は現在遺構とされる城跡ではなく、能見城を中心とする新府城北方の防塁跡にこの構造が見られ（浅野家文庫・諸国古城之図）、上に挙げた城に比べその規模の大きさは群を抜く。また能見城防塁は複雑に屈曲し、最大限横矢を掛けられるような構造となっており防塁が多数配置されている。
ただし諏訪原城は発掘調査から現在見られる縄張は徳川家が整備したことが判明しており、新府城の北側防塁も天正壬午の乱時に徳川家が構築したものとの説がある。
このような大規模な構造から、少なくとも数千から万単位の兵力による運用が前提となるようである。
実際、天正壬午の乱においては、徳川家康の北条氏直の軍に対する本陣として使用されている。
有効であったかどうかは定かではなく意見の分かれるところだが、新府城北側に2箇所ある鉄砲出構は江戸時代に築かれた洋式城郭である五稜郭の設計思想と同様の、突出部分の敵と当たる面積を抑えつつ突出部及び出構間に強力な火力を投射するためのものであると考えられる。
使用された期間は短いが、七里岩突端部の南北7-8キロメートル、東西2キロメートルという周辺の自然地形全体が軍事的意味をもっていたことを考慮に入れれば非常に大規模な城であり、武田家を代表する甲州流築城術の集大成となる城である。

## 新府城をめぐる歴史

### 武田氏の領国拡大と本拠

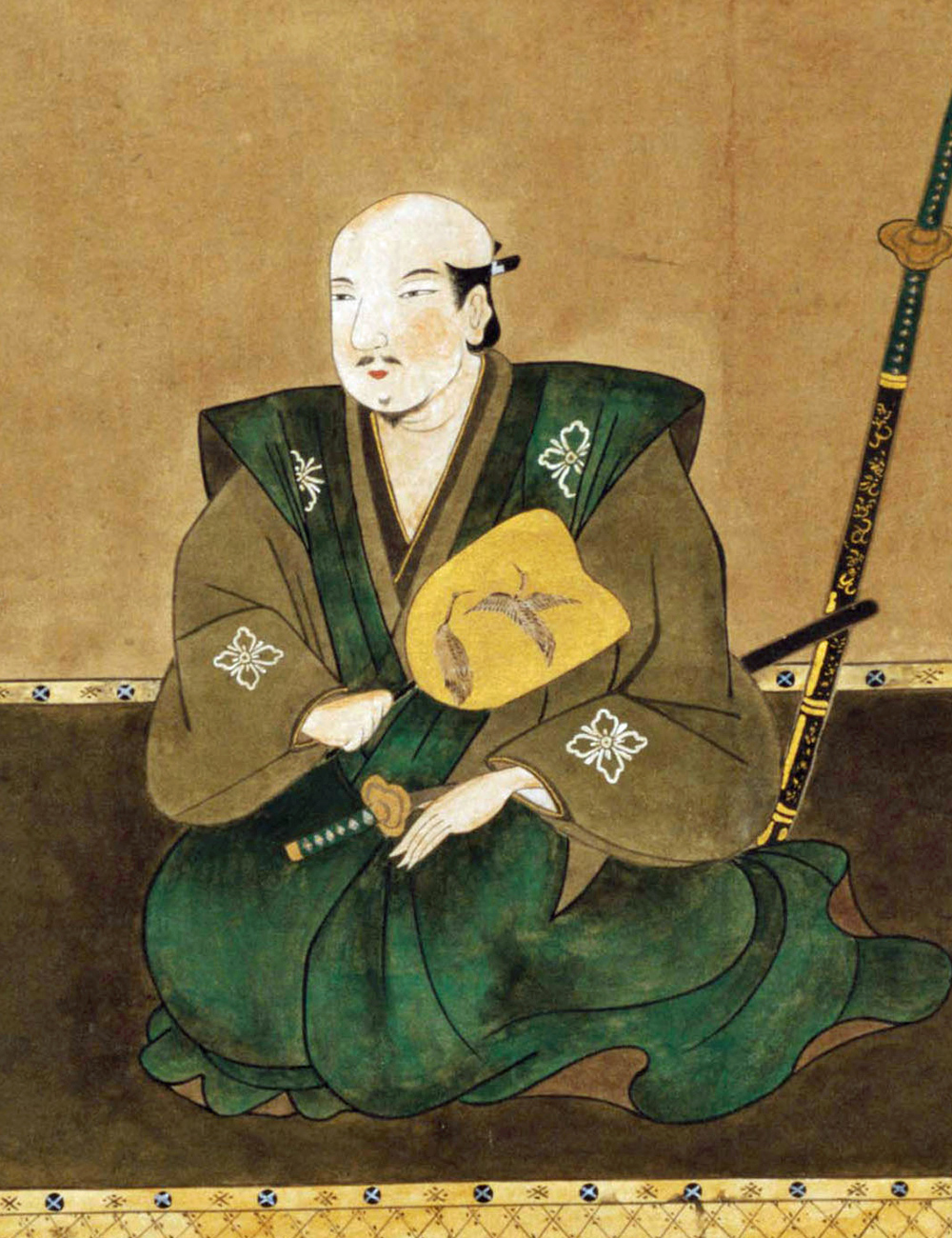
武田勝頼

戦国期に守護甲斐武田氏は本拠の石和（笛吹市石和町）から甲府へ進出して川田（甲府市川田町）に居館を移転した。
信虎期には甲斐国内を統一し戦国大名化し、古府中に居館である躑躅ヶ崎館が築かれ、家臣団を集住させて城下町（武田城下町）を形成した。
晴信（信玄）期には領国拡張と平行して城下の整備拡張がさらに進み、躑躅ヶ崎館は政庁の役割を持つ府中として重要な役割を果たすようになった。
続く武田勝頼時代にも整備は行われているが、後背に山を持つ府中は防御に適しているものの城下町の拡大には限界があり、信濃、西上野、駿河へと拡大した武田氏の領国統治にとって不備であったため、府中の移転が企図されたと考えられている。
「新府城」が位置する韮崎は盆地北西端に位置しているが、戦国期に拡大した武田領国においては中枢に位置し、古府中よりも広大な城下町造営が可能であったと考えられている。また、七里岩は西側を釜無川、東側を塩川が流れ天然の堀となる要害であり、江戸時代に韮崎は甲州街道や駿州往還、佐久往還、諏訪往還などの諸道が交差し釜無川の水運（富士川水運）も利用できる交通要衝として機能していることも、新城築造の背景にあったと考えられている。

### 新府城の築城と武田氏の滅亡

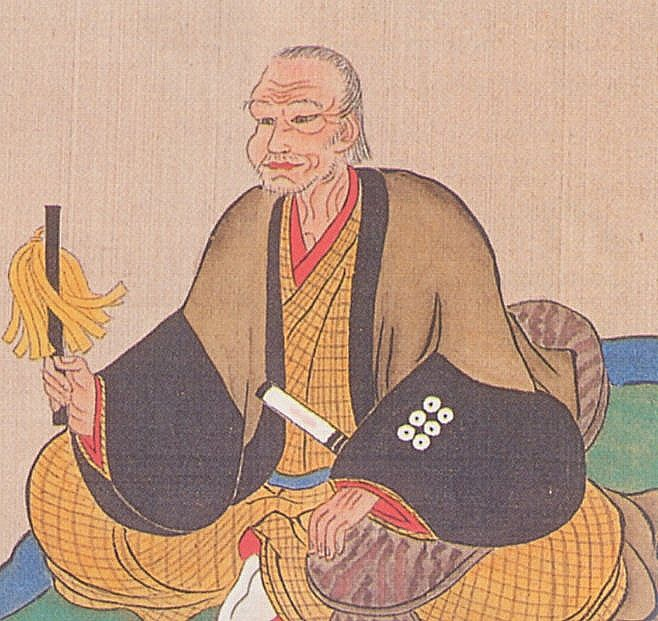
真田昌幸

天正3年（1575年）5月21日の長篠の戦い（設楽ヶ原の戦い）において、武田方は織田・徳川連合軍に大敗し、それ以降、武田勝頼は長篠敗戦後に領国支配を強化した。
『甲陽軍鑑』によれば、天正9年（1581年）3月には御一門衆で甲斐河内領・駿河江尻領を領する穴山信君（梅雪）が勝頼に対し、新たな築城を献策したという。
一方、史料上の初見は「長国寺殿御事跡稿」（真田宝物館所蔵文書）で、天正9年（1581年）正月21日に、武田家臣の真田昌幸が配下の国衆に人足動員を命じたものとされる。
「武州文書」によれば、同年9月に一応の城の普請は完了したという。このため、穴山信君の献策は天正8年（1580年）7月のこととする説もある。
この書状を根拠に新府城の普請奉行を昌幸とする説もあるが、この説は戦後になって唱えられ始めたことが指摘される。この書状では昌幸は勝頼の命により麾下の諸将に人夫動員を通達したものに過ぎず、昌幸が普請奉行であったとする見方を慎重視する説もある。
なお、この書状は『長国寺殿御事跡稿』に収録されているが、近年原本が発見されている。『長国寺殿御事跡稿』と原本では同様に宛所が欠如しており、『長国寺殿御事跡稿』では宛名を出浦対馬守の子息で松代藩士の昌相と推測している。
一方で、『君山合偏』でも写本を掲載し、宛所は大戸浦野氏であると推定している。江戸時代にこの文書が出浦家に伝存していることから、出浦昌相が武田氏時代から真田氏の与力であったとする説もある。
また、新府城近くには字名として「隠岐殿」の地名が存在し、戦国時代末期の館跡である隠岐殿遺跡が所在している。「隠岐殿」は真田昌幸の実弟である加津野昌春（真田信尹、真田隠岐守）とする伝承がある。
築城は天正9年（1581年）から開始され、年末には勝頼が躑躅ヶ崎館から新府城へ移住、武田家の本拠地は躑躅ヶ崎館から新府城に移転した。
天正10年（1582年）2月、武田勝頼は信濃での木曾義昌の謀反を鎮圧するため諏訪へ出兵するが、織田信長・徳川家康連合軍に阻まれて帰国した。織田軍はさらに甲斐国へ進軍し、武田勝頼は3月には小山田信茂の岩殿城に移るために、新府城に火をかけて廃城にした。この時、新府城は築城途中のまだ未完成の城であった。
その後、武田勝頼は岩殿城に向かう途中に笹子峠（大月市）で小山田信茂の謀反・裏切りにあい、天目山（甲州市）へ追い詰められ武田一族は滅亡した。

### 「天正壬午の乱」から近世の新府城
武田氏滅亡後、織田氏は甲斐・信濃諏訪郡に家臣の河尻秀隆を配置し、秀隆は岩窪館（甲府市岩窪町）を本拠としたという。同年6月には本能寺の変が発生し、秀隆は混乱のなかで横死する。これにより主に甲斐・信濃の武田遺領を巡る「天正壬午の乱」が発生し、三河国の徳川家康と相模国の北条氏直が甲斐へ侵攻した。天正壬午の乱において徳川勢は新府城を本陣に、能見城など七里岩台上の城砦に布陣した。対して後北条氏は都留郡を制圧し、若神子城に本陣を置くと同様に周辺の城砦に布陣し、徳川勢と対峙した。同年10月には徳川・北条同盟が成立し、後北条氏は甲斐から撤兵する。
これにより甲斐は徳川氏が領し、徳川氏は甲府の躑躅ヶ崎館を本拠とした。
天正18年（1590年）の小田原合戦により後北条氏が滅亡すると、豊臣政権に臣従していた家康は関東へ移封される。甲斐は羽柴秀勝・加藤氏・浅野氏が領し、豊臣系大名時代に躑躅ヶ崎館を中心とする武田城下町の南端にあたる一条小山に新たに甲府城が築城され、甲府城下町が形成された。関ヶ原の戦いを経て甲斐は再び徳川氏が領し、近世を通じて甲府城は甲斐の政治的中心地となり、新府城は廃城となった。

### 近代の新府城
戦後には1973年（昭和48年）7月21日に「新府城跡」として国の史跡指定を受ける。1986年（昭和61年）には韮崎市が史跡の管理団体となり、史跡内私有地の公有地化が実施される。
1998年（平成10年）からは環境整備事業に伴う発掘調査が実施される。
2005年（平成17年）からは史跡整備が実施される。
2017年（平成29年）4月6日、「続日本100名城」（127番）に選定された。

## アクセス
- 鉄道
  - 東日本旅客鉄道
    - 中央本線（新府駅）
- 道路
  - 中央自動車道
    - 国道20号
    - 国道141号